# Le Samyn 2015
La Le Samyn 2015, quarantasettesima edizione della corsa, valida come evento del circuito UCI Europe Tour 2015 categoria 1.1, si svolse il 4 marzo 2015 per un percorso di 201 km. Fu vinto dal belga Kris Boeckmans, che giunse al traguardo in 4h47'01" alla media di 42,02 km/h, seguito dall'altro belga Gianni Meersman e dal francese Christophe Laporte, piazzatosi terzo.
Dei 191 ciclisti alla partenza furono in 93 a tagliare il traguardo di Dour.

## Squadre e corridori partecipanti
| N.      | Cod. | Squadra                    |
| ------- | ---- | -------------------------- |
| 1-8     | RLM  | Roubaix-Lille Métropole    |
| 11-18   | ALM  | AG2R La Mondiale           |
| 21-28   | EQS  | Etixx-Quick Step           |
| 31-38   | LTS  | Lotto-Soudal               |
| 41-48   | FDJ  | FDJ                        |
| 51-58   | IAM  | IAM Cycling                |
| 61-68   | KAT  | Team Katusha               |
| 71-78   | TFR  | Trek Factory Racing        |
| 81-88   | BSE  | Bretagne-Séché             |
| 91-98   | BOA  | Bora-Argon 18              |
| 101-108 | CJR  | Caja Rural-Seguros RGA     |
| 111-118 | CCC  | CCC Sprandi Polkowice      |
| 121-128 | COF  | Cofidis, Solutions Crédits |

| N.      | Cod. | Squadra                        |
| ------- | ---- | ------------------------------ |
| 131-138 | ROO  | Roompot                        |
| 141-148 | UHC  | UnitedHealthcare Pro Cycling   |
| 151-158 | WGG  | Wanty-Groupe Gobert            |
| 161-168 | EUC  | Team Europcar                  |
| 171-178 | TSV  | Topsport Vlaanderen-Baloise    |
| 181-188 | MTN  | MTN-Qhubeka                    |
| 191-198 | CCB  | Color Code-Arden Beef          |
| 201-208 | WBC  | Wallonie-Bruxelles             |
| 211-218 | VGS  | Vastgoedservice-Golden Palace  |
| 221-228 | VER  | Veranclassic-Ekoi              |
| 231-238 | CSH  | Colba-Superano Ham             |
| 241-248 | WIL  | Veranda's Willems Cycling Team |

## Ordine d'arrivo (Top 10)
| Pos. | Corridore           | Squadra          | Tempo    |
| ---- | ------------------- | ---------------- | -------- |
| 1    | Kris Boeckmans      | Lotto-Soudal     | 4h47'01" |
| 2    | Gianni Meersman     | Etixx            | s.t.     |
| 3    | Christophe Laporte  | Cofidis          | s.t.     |
| 4    | Tiesj Benoot        | Lotto-Soudal     | a 3"     |
| 5    | Yves Lampaert       | Etixx            | a 13"    |
| 6    | Steve Chainel       | Cofidis          | s.t.     |
| 7    | Stijn Vandenbergh   | Etixx            | s.t.     |
| 8    | Tanner Putt         | UnitedHealthcare | s.t.     |
| 9    | Baptiste Planckaert | Roubaix-Lille    | s.t.     |
| 10   | Oliver Naesen       | Topsport Vl.     | s.t.     |